# Kazehakase
Kazehakase je webový prohlížeč pro unixové operační systémy, který je založený na knihovně Gtk+ 2. Podobně jako Galeon, Skipstone či Epiphany je Kazehakase založen na renderovacím jádru Gecko. Jeho autor, Sakaguchi Ango, však plánuje přidat možnost využívání jiných renderovacích jader jako například WebCore.